# 尾張大國靈神社
尾張大國靈神社（日语：／ Ōwari Ōkunitama-jinja */?）是日本愛知縣稻澤市國府宮的神社，又稱為國府宮（日语：／ Kōnomiya */?），社格是式內小社、尾張國總社、國幣小社和別表神社，祭神是尾張大國靈神。
氏子方面，根據《府縣鄉社明治神社誌料》記載是62戶，《日本社寺大觀》指是約2,800戶，《神社名鑑》和《全國神社名鑒》均是9,921戶。文化財方面，樓門和拜殿是重要文化財，國府宮裸祭是愛知縣指定文化財，半床庵（茶室）、木造獅子頭、木造獅子狛犬、陶製狛犬和鐵造大鳴鈴是稻澤市指定文化財。

## 位置與名稱

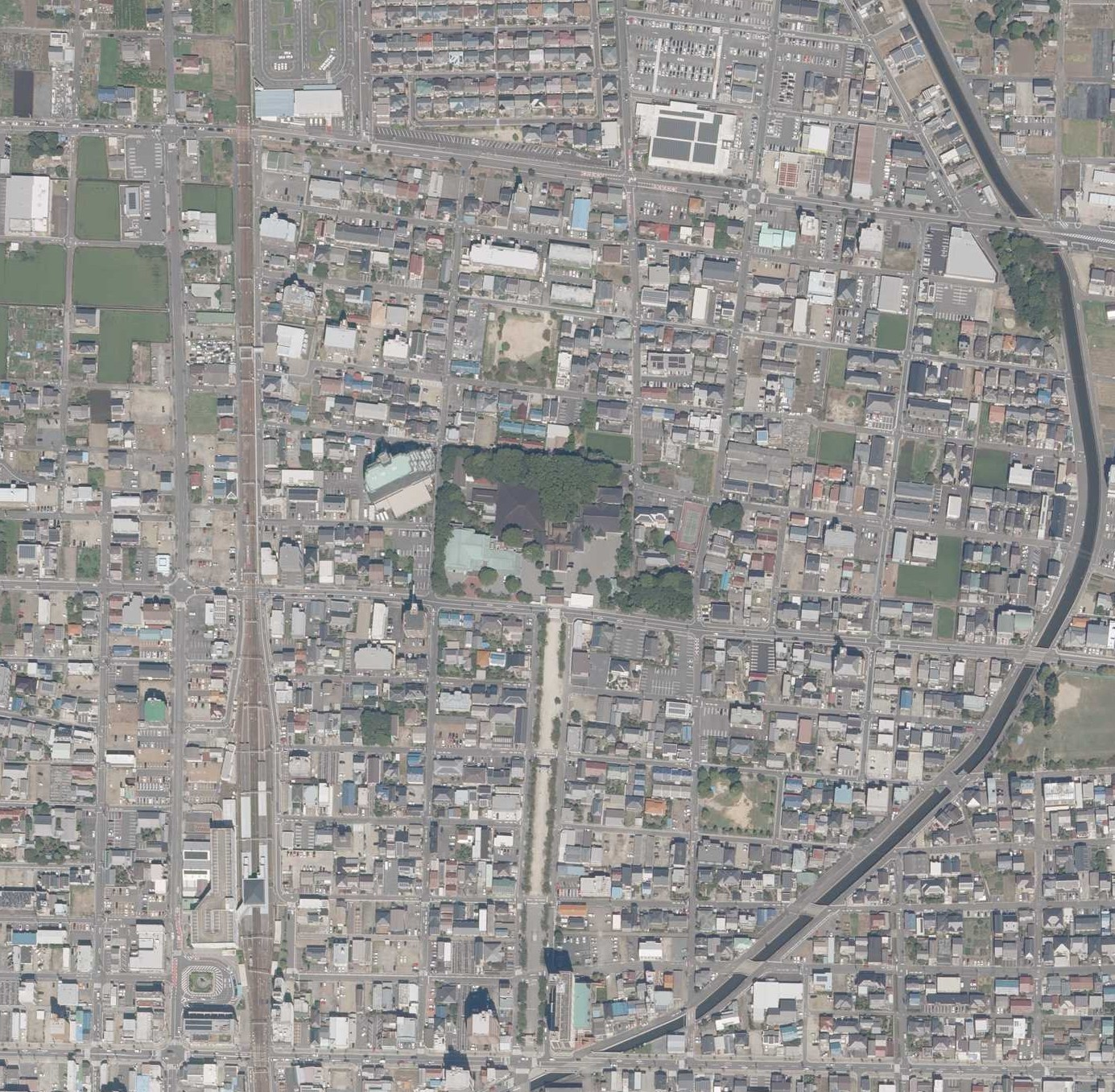
神社一帶

神社推測原本是尾張國衙的一部分，以西1公里處是稻澤市的市中心，為美濃路稻葉宿的舊址，以東1.5公里是稻澤站，東北面約200米處是國府宮站，西南4公里處則是尾張國分寺遺址，附近的河流有大江用水和三宅川。行政區劃方面，神社原為尾張國中島郡國府宮村，後為稻澤町，大字是國府宮，小字是大宮和宮地，地號是283。
神社的名稱源於祭神尾張大國靈神，為尾張國的國靈神，名稱也見於《延喜式神名帳》。根據《國府宮神記》記載，神社古稱「府中宮」，其後根據嘉祿元年（1225年）8月、曆仁元年（1238）12月的《尾張國司廳宣》以及曆仁2年（1239年）的《尾張國留守所下文》記載，神社稱為總社。弘長元年（1261年）2月，根據《國府宮社記》記載，神社獲龜山天皇宮號宣下，賜名為「總社大神宮」，收錄於神社寄進帳內元祿年間（1688年至1704年）的《尾張大國靈神祠記》和《國府宮神記》也反映神社自稱為「總社大神宮」:29-31。
其後在安土桃山時代，根據元龜2年（1571年）9月的《織田信長市場免許狀》記載，神社稱為「苻中府宮」，天正12年7月22日（1584年8月27日）的《織田信雄禁制》稱為「高之宮」，天正18年9月7日（1590年10月5日）的《田中吉政書狀寫》則稱為「光之宮」。其後在江戶時代，根據慶長12年12月5日（1608年1月22日）的《原田右衛門、寺西藤左衛門和奧津又右衛門連署狀》和元和7年5月1日（1621年6月20日）的《德川義直社領寄進狀》記載，神社稱為「國府宮」，「國府宮」的意思是建於國府的神社。此外，根據岩瀨文庫本國府宮神記引用的《未辨真偽神社雜記》記載，神社也稱為「鵠宮」和「鵠社」，另外根據妙勝寺藏《本圀寺年譜》記載，本圀寺僧人日達在寬保3年（1743年）5月時曾經稱神社為「鴻宮」:31-32。

## 歷史
根據《張州府志》記載，神社創建於崇神天皇7年5月6日。根據社傳記載，神社在寶龜2年（771年）2月獲敘從四位下神階，其後在《延喜式神名帳》中獲列為式內小社。仁壽3年（853年）6月，神社的神階升至從四位上。同年6月8日（7月17日），根據《日本文德天皇實錄》記載，神社獲列為官社。天安3年（859年）正月，神社升為正四位下，天慶3年（940年）正月升至正四位上，永治元年（1141年）7月升至正三位，治承4年（1180年）12月再升為從二位，元曆2年（1185年）3月升至正二位，文治2年（1186年）3月升為從一位，建仁元年（1201年）2月最終升至正一位，寫有貞治3年正月7日（1364年2月10日，正平19年）奧書的《尾張國神名帳》中稱為「正一位國玉名神」，元龜本則稱是從一位:33。
嘉祿元年（1225年）8月，根據收錄於神社文書內的《尾張國司廳宣案》記載，神社獲尾張國司小野成政以田地12町（約0.12平方公里）來充當修理費用，當時神社已稱為總社。曆仁元年（1238年）12月，尾張國司向留守所下令基於天福宣旨安堵諸社神領的田地，當時沙彌成蓮作為名主領有的41町3反（約409586.78平方）田地中包括充當神社造營用途的田地。建武4年2月28日（1337年3月30日），神社的神職久田元政領有神社用作充當修理費的田地:223-227。應永9年5月28日（1402年6月28日），根據《尾張國目代光守注進狀》記載，由守護斯波義重勢力佔領的國衙一圓進止地中涵蓋稱為一色田的神社領地，一色田根據《三寶院文書》記載由滿濟管治，翌年8月13日（1403年8月30日）的《國衙領守護方押領注文》則記載被守護的被官押領:227。
永祿3年（1560年）12月，根據《尾張塘叢》記載，神社獲長大夫寄進田地5反（約4958.68平方米）。永祿7年（1561年）5月，根據《府宮宛制札寫》記載，神社獲織田信長勸進神樂和猿樂以及修理，元龜2年（1571年）9月則獲發朱印狀。天正18年9月7日（1590年10月5日），神社獲領有附近一帶的豐臣秀次寄進70貫文，由其老臣田中吉政負責告知神社。文祿4年8月3日（1595年9月6日），神社獲豐臣秀吉寄進國府宮村內105石。同年10月26日（1595年11月27日），神社獲村上九兵衛寄進鳥居前方的田地:228-229。
慶長12年12月5日（1608年1月22日），神社獲松平忠吉加增中島郡增田村內約39石、國府宮村內約3石以及吉藤村內約2石，總共45石，加增的理由是源於伊奈忠次的檢地。元和7年5月1日（1621年6月20日），神社獲尾張藩藩主德川義直寄進國府宮村內150石，同時獲發黑印狀，並且獲歷任尾張藩藩主安堵。寬文10年（1670年），神社以各種名義獲加增總共約17石，不過黑印狀的石高依然不變，根據神主野野部秀富在元祿7年6月6日（1694年7月27日）向尾張藩寺社奉行所提出的資料記載，其面積達10町8反4畝25步（約107586.78平方）。此外，神社在中島郡高御堂村也有祭田1反3畝15步（約1338.84平方）:229-232。
1873年1月，神社獲列為鄉社，1876年5月13日升為縣社，1907年2月23日獲列為神饌幣帛料供進社。1940年11月1日，神社獲列為國幣小社。1948年9月30日，神社本廳制定「幹部和職員去留相關規定」（役職員進退に関する規程，《規程第15號》），神社列於其中第五條提到的「記載於別表的神社」（別表に掲げる神社）之內，即別表神社。

## 境內
神社境內面積在寬政10年（1798年）4月時是東西長70間（約127.27），南北長50間（約90.91），即3500坪（約11570.25平方），江戶時代末期是3386坪（約11193.39平方），均為樓門內的面積:229-232。其後，根據《府縣鄉社明治神社誌料》記載，神社的面積是5604坪（約18525.62平方），《神社明細帳》記載涵蓋參道等地後為7218坪（約23861.16平方），《尾張大國靈神社史》則記載為7416坪（約24515.7平方）:211-212。此外，《神社名鑑》和《全國神社名鑒》均記載為約8382坪（約27709.09平方），《式內社調查報告》引述《稻澤市史》則指是8402.98坪（約27778.45平方）。
- 拜殿
- 拜殿內部

本殿改建於1939年10月21日:45，為流造建築，佔地約12坪（約39.67平方），與渡殿、祭文殿、東廻廊、西迴廊和拜殿形成尾張造建築風格。拜殿建於江戶時代前期，為切妻造建築，長5間（約9.09），寬3間（約5.45），檜皮葺屋頂。樓門推測建於應永26年，上層部分改建於正保3年（1646年），為入母屋造建築，檜皮葺屋頂，上層建築面積是10.76坪（約35.57平方），下層是8.31坪（約27.47平方），長14.69尺（約4.45），寬25.705尺（約7.79），高32.25尺（約9.77）。
- 第一鳥居
- 第二鳥居
- 第三鳥居

- 西參道大鳥居
- 儺追殿
- 參集所

境內尚有建於1921年5月4日的第一鳥居、1938年12月20日的第三鳥居、1949年5月30日的第二鳥居、1962年1月31日的儺追殿、1976年11月1日的西參道大鳥居和1989年的參集所等等:45-46。此外，茶室有建於1950年10月10日的寒松亭、1954年3月20日的三笑亭以及半床庵:45-46。其中，不笑亭由松尾流家元不染齋宗匠設計，名稱源於社寶三面大黑畫像，半床庵原本則是尾張藩藩士尾崎藤兵衛的舊居，後來由於擴建道路才遷移至境內，推測建於元祿年間，為長1間2分5厘（約1.83），寬1間（約1.82）的切妻造瓦頂建築，另有長7分5厘的柿葺屋簷以及長1間，寬1.5間（約2.73）的水屋。
- 末社
- 宗形神社
- 大御靈神社

末社集中於境內東南面，名稱和祭神從右至左分別是司宮神社（猿田彥神）、稻荷神社（倉稻魂命）、三女社（田心姬命、湍津姬命、市杵島姬命）、白山社（菊理姬命）、居森社（素盞鳴命）、神明社（天照皇大御神）。此外，神社有兩座別宮，分別是宗形神社和大御靈神社，社格均為式內小社，統稱為國府宮三社，分別位於境內的東北面和西南面，祭神是田心姬命和大歲神之子（大御靈神），境內面積則是402坪（約1328.93平方）和278坪（約919.01平方）。仁壽3年6月8日，根據《日本文德天皇實錄》記載，尾張大國靈神社、大御靈神社和憶感神社獲列為官社，其中的憶感神社被認為是宗形神社或海部郡的憶感神社，兩座別宮在貞治本《尾張國神名帳》中分別稱為「從二位宗形天神」和「正一位御玉名神」。

## 祭事
| 月次祭（每月1日） 厄齋講祭（每月13日） 月次祭和獻詠披講（每月15日） | |      | |      |                                                                  |
| 1月                                                                 | 交通安全祈願祭（1月1日 歲旦祭（1月1日） 元始祭（1月3日） 新穀感謝祭和太太講社祭（1月4日至1月7日） 氏子祭（1月4日至1月7日） 昭和天皇祭遙拜式（1月7日） 大鏡餅講祭（1月15日） 三笑茶會（初釜，1月19日） | 2月  | 儺追神事（裸祭，2月10日） 紀元祭（2月11日） 天長祭（2月23日） 儺追茶會（2月23日）                                              | 3月  | 春季皇靈祭遙拜式（3月20日） 三笑茶会（3月30日）                  |
| 4月                                                                 | 繪畫國府宮會（4月1日至4月3日） 神武天皇祭遙拜式（4月3日） 獻茶祭（春之茶會，4月20日） 豐穰祈願祭和國府講社祭（4月24日） 昭和祭（4月29日） 稻澤植木祭（4月下旬）                                       | 5月  | 裸祭攝影大賽頒獎禮 兒童節和繪畫國府宮會得獎者奉告祭（5月5日） 例祭（5月6日） 梅酒盛神事（馬祭，5月6日） 三笑茶會（5月18日）    | 6月  | 御田植祭（6月22日） 三笑茶會（6月29日） 大祓式（6月30日）        |
| 7月                                                                 | 七夕祭（7月31日） 除疫祭和穿茅圈（7月31日） | 8月  | — | 9月  | 三笑茶會（9月7日） 獻詠祭（9月15日） 秋季皇靈祭遙拜式（9月23日） |
| 10月                                                                | 秋之茶會（10月5日） 稻澤祭（10月中旬） 神嘗祭遙拜式（10月17日） | 11月 | 秋季大祭（11月1日） 御壽壽祭（11月1日至11月3日） 三笑茶會（11月2日） 明治祭（11月3日） 七五三詣（11月15日） 新嘗祭（11月23日） | 12月 | 三笑茶會 御煤納（12月25日） 大祓式和除夜祭（12月31日）           |

三笑茶會是由三流（松尾流、表千家和裏千家）輪流在三笑亭舉行的茶會，三流的家元在春之茶會時會輪流出席於祈禱殿舉行的獻茶儀式，當日三流也會在廣間、三笑亭和寒松亭舉行茶會，秋之茶會則是由三流分別在廣間、三笑亭和二樓廣間舉行的茶會。此外，儺追茶會由松尾流負責在儺追殿舉行，參加者會獲贈繪馬形狀的菓子器、儺追布以及大鏡餅，作為贊助在廣間也有華道各流派的插花擺設。
神社在例祭時舉行名為梅酒盛的神事，為重現神社鎮座於此地時的神事，由年約10歲的男孩作為神代而舉行，神饌是梅子，當天氏子也會獻馬，讓其沿參道奔跑，獻馬本身則源於寬永3年（1626年），當時由於乾旱，附近農民為了祈求五穀豐收而從高御堂村獻馬而來，這也是別稱馬祭的由來，同時也會騎馬巡拜大御靈神社和宗形神社。例祭在江戶時代稱為神代神事或巳代神事，神代等一行約五十人出發至神社東南面的政所，並且與神官一同獻上粽子等供品而舉行神事，也曾經舉行名為梅酒盛的宴會。其後，神代手持桃弓和棘矢，騎馬從樓門出發朝參道南下，並且右轉至西大門後拉弓三次，然後回到政所在馬上接過神酒後，再次於樓門西面拉弓三次，最終沿路的反方向巡迴。

## 註解
1. ↑  現行對應地名如下[15]：
  - 增田村現為稻澤市增田町（日语：増田町 (稲沢市)）。
  - 吉藤村現為愛知縣一宮市明地（日语：明地 (一宮市)）。
2. ↑  高御堂村現為稻澤市高御堂（日语：高御堂 (稲沢市)）[15]。

## 外部連結
- . 尾張大國靈神社.   [2025-02-12]. （原始内容存档于2025-04-30） （日语）.
- . 愛知縣神社廳（日语：神社庁）.   [2025-02-12]. （原始内容存档于2025-02-23） （日语）.
- . 國魂之會.   [2025-02-12]. （原始内容存档于2025-02-23） （日语）.
- . 稻澤市觀光協會.   [2025-02-12]. （原始内容存档于2025-02-23） （日语）.
- . kotobank （日语）.